# Tom Sello

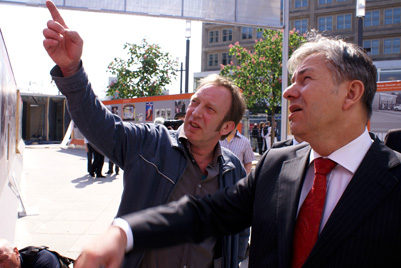
Tom Sello und Klaus Wowereit, 2009

Wolfram „Tom“ Sello (* 15. Oktober 1957 in Meißen) war von 2017 bis 2023 Berliner Beauftragter zur Aufarbeitung der SED-Diktatur. Zuvor arbeitete er als Projektleiter und Ausstellungskurator bei der Robert-Havemann-Gesellschaft e.V. In der DDR hatte er sich in verschiedenen oppositionellen Gruppen engagiert.

## Leben
Tom Sello wuchs in Großenhain auf, sein Vater war Hutmachermeister, die Mutter half im privaten Handwerksbetrieb mit. Von 1974 bis 1977 absolvierte er in Riesa eine Berufsausbildung mit Abitur zum Baufacharbeiter. Danach wurde er als Wehrpflichtiger zur Nationalen Volksarmee (NVA) einberufen und anderthalb Jahre später als Soldat entlassen. Weil er sich nicht als Reservist der NVA verpflichten wollte, durfte er nicht studieren. So arbeitete er von 1979 bis 1981 als Maurer im Getränkekombinat Berlin, dann bis 1989 im SHB Möbel Berlin. Erst 1987 konnte er ein Fernstudium im Ingenieurbau beginnen.
Ab 1990 war er an Gründung und Aufbau des Matthias-Domaschk-Archivs in der Umwelt-Bibliothek Berlin beteiligt, das 1993 in die Trägerschaft der Robert-Havemann-Gesellschaft e. V. wechselte. Von 1993 bis 2017 war Sello Mitarbeiter der Robert-Havemann-Gesellschaft in den Bereichen Archiv, Öffentlichkeitsarbeit, politische Bildung und Forschung. 2007 übernahm er die Projektleitung „Friedliche Revolution“ (Ausstellung, Gedenkstelen, Veranstaltungen, Publikationen). 2009 kuratierte er die Ausstellung zum 20. Jahrestag der Friedlichen Revolution auf dem Berliner Alexanderplatz.
Sello ist Vater zweier Söhne aus erster Ehe, in zweiter Ehe verheiratet mit Petra Falkenberg und lebt in Berlin.

### Oppositionelles Engagement während der SED-Diktatur
1980 begann Tom Sello in verschiedenen oppositionellen Friedens- und Ökologie-Gruppen mitzuarbeiten, darunter ab November 1987 in der Umwelt-Bibliothek. Zu Beginn der 1980er-Jahre war er an der Organisation von Fahrraddemonstrationen in Ost-Berlin beteiligt. 1982 verbreitete er mit Freunden Flugblätter gegen das neue Wehrdienstgesetz und die Militarisierung der Gesellschaft. Gemeinsam mit anderen Oppositionellen bewohnte er die Fehrbelliner Straße 7. Die Stasi verfolgte ihn auch wegen blockübergreifender Kontakte zu niederländischen Friedensbewegten im Operativen Vorgang „Entwurf“. Ablehnungen von Reiseersuchen waren eine der Folgen. Von 1988 bis 1989 schrieb er für die Samisdat-Zeitschriften Umweltblätter und telegraph. Während der Friedlichen Revolution in der DDR war er im Mai 1989 an der Aufdeckung der Fälschung der Kommunalwahlen und im Oktober 1989 an der Mahnwache an der Gethsemanekirche (Berlin) beteiligt. Im September 1990 beteiligte er sich an der Besetzung des Archivs, in dem die Akten des Ministeriums für Staatssicherheit lagerten und organisierte wiederum eine Mahnwache. Diese Aktionen von Bürgerrechtlern trugen wesentlich dazu bei, dass vom SED-Staat Verfolgte ihre Stasi-Unterlagen lesen können und Forschungen über die Mechanismen der kommunistischen Diktatur möglich wurden.

### Ehrenamtliches Engagement
Sello gehörte von 1998 bis 2010 dem Fachbeirat Archive und von 2010 bis 2017 dem Fachbeirat Gesellschaftliche Aufarbeitung/Opfer und Gedenken der Bundesstiftung zur Aufarbeitung der SED-Diktatur an.
Seit 2015 ist er Mitglied des Historischen Beirats des Berliner Senators für Kultur.
2021 wurde er in den Beirat der Gedenkstätte Hohenschönhausen berufen.
Im Vorstand der Robert-Havemann-Gesellschaft e. V. wirkt er seit 2023 mit und im Vorstand des Fördervereins Campus für Demokratie e.V. seit 2024.
Er machte sich besonders für die Weiterentwicklung des Campus für Demokratie im Areal der früheren Stasi-Zentrale in Berlin-Lichtenberg stark. Außerdem setzt er sich für die Umsetzung eines Forum Opposition und Widerstand (1945–1990) auf dem Campus für Demokratie ein.

### Landesbeauftragter zur Aufarbeitung der SED-Diktatur
2017 wurde Sello zum Berliner Beauftragten zur Aufarbeitung der SED-Diktatur des Landes Berlin gewählt und hatte das Amt bis 2023 inne.

## Ehrungen
- 2005 Grimme Online Award für die Konzeption von jugendopposition.de[17]
- 1. Oktober 2009 Verdienstorden des Landes Berlin[18]
- 2009 einheitspreis – Bürgerpreis zur Deutschen Einheit der Bundeszentrale für politische Bildung in der Kategorie Kultur – Profil der Einheit verliehen an die Robert-Havemann-Gesellschaft für die Open-Air-Ausstellung „Friedliche Revolution 1989/90“.[19]
- 2013 Bundesverdienstkreuz am Bande[20]

## Publikationen
- mit Gerold Hildebrand: Gegen die Verdrängung im eigenen Kopf. Ein heiteres Schlachten alter Tabus anlässlich des 5. Jahrestages der großen nichtsozialistischen Oktoberrevolution (Wende). Reader zur Oppositionskonferenz vom 5. November 1994 im Haus der Demokratie. Robert-Havemann-Gesellschaft, Berlin 1995.
- mit Ilko-Sascha Kowalczuk (Hrsg.): Für ein freies Land mit freien Menschen. Opposition und Widerstand in Biographien und Fotos. Robert-Havemann-Gesellschaft, Berlin 2006, ISBN 3-938857-02-1.
- mit Matthias Buchholz, Walter Schmitz & Andreas Schönfelder (Hg.): Samisdat in Mitteleuropa. Thelem, Dresden 2007.
- „Wir sind das Volk!“ Magazin zur Ausstellung Friedliche Revolution 1989/90. Berlin: Kulturprojekte Berlin GmbH, Berlin 2009.
- Jugendopposition in der DDR. Berlin 2010 (DVD)
- mit Antonia Kausch (Hrsg.): Gesichter der friedlichen Revolution. Fotografien von Dirk Vogel. Mit einem Essay von Claudia Rusch. Robert-Havemann-Gesellschaft, Berlin 2011, ISBN 978-3-938857-10-6